# Joseph Ibáñez
Pour les articles homonymes, voir Ibáñez.
Joseph Ibáñez, né le 21 janvier 1927 à Montblanc dans l'Hérault et mort le 20 juin 2009 à Saint-Michel dans la Charente, est un joueur de football français, qui évoluait au poste d'ailier droit.

## Biographie

### Carrière en club
Joseph Ibáñez commence sa carrière aux Chamois niortais. Il joue ensuite en faveur de l'AS Saint-Étienne. Il termine sa carrière au Perpignan FC.
Il dispute 54 matchs en Division 1 avec l'ASSE, inscrivant quatre buts. Avec Perpignan, il joue 110 matchs en Division 2, pour un but.

### Carrière en sélection
Il participe avec l'équipe de France olympique aux Jeux olympiques de 1952.